# Serie A1 2004-2005 (hockey su prato maschile)

## Classifica
|  | Pos. | Squadra     | Pt | G  | V  | N | P  | GF | GS | DR  |
|  | ---- | ----------- | -- | -- | -- | - | -- | -- | -- | --- |
|  | 1.   | Roma        | 39 | 18 | 12 | 3 | 3  | 57 | 36 | +21 |
|  | 2.   | Lazio       | 31 | 18 | 9  | 4 | 5  | 53 | 49 | +4  |
|  | 3.   | Bra         | 30 | 18 | 7  | 9 | 2  | 38 | 33 | +5  |
|  | 4.   | Amsicora    | 28 | 18 | 8  | 4 | 6  | 45 | 39 | +6  |
|  | 5.   | CUS Bologna | 26 | 18 | 8  | 4 | 6  | 40 | 37 | +3  |
|  | 6.   | Suelli      | 25 | 18 | 7  | 4 | 7  | 38 | 36 | +2  |
|  | 7.   | Cernusco    | 20 | 18 | 6  | 2 | 10 | 44 | 49 | -5  |
|  | 8.   | Superba HC  | 20 | 18 | 5  | 5 | 8  | 44 | 45 | -1  |
|  | 9.   | CUS Torino  | 16 | 18 | 4  | 4 | 10 | 31 | 48 | -17 |
|  | 10.  | Eur         | 12 | 18 | 3  | 3 | 12 | 33 | 51 | -18 |

Legenda:

      Qualificate ai play-off scudetto
      Retrocesse in Serie A2 2005-2006

## Semifinali
| Squadra 1 | Squadra 2 | Risultato              |
| --------- | --------- | ---------------------- |
| Bra       | Lazio     | ? maggio/? maggio 2005 |
| Bra       | Lazio     | 1 - 2 , 5-6 dtr        |
| Amsicora  | Roma      | ? maggio/? maggio 2005 |
| Amsicora  | Roma      | 3 -3 , 0-7             |

## Finale 1º/2º posto
| Squadra 1 | Squadra 2 | Risultato              |
| --------- | --------- | ---------------------- |
| Roma      | Lazio     | ? Giugno/? Giugno 2005 |
| Roma      | Lazio     | 2 - 2 , 2-4            |

## Verdetti
- Lazio: campione d'Italia.